# Drycothaea truncatipennis
Drycothaea truncatipennis là một loài bọ cánh cứng trong họ Cerambycidae.